# سيغفريد غراسيا
سيغفريد غراسيا (بالإسبانية: Sígfrid Gracia) (مواليد 27 مارس 1932) هو لاعب كرة قدم. يلعب مع منتخب إسبانيا لكرة القدم. سبق له أن لعب في كأس العالم لكرة القدم مع منتخب بلاده.

## روابط خارجية
- سيغفريد غراسيا على موقع الاتحاد الدولي (مؤرشف)  (الإنجليزية)
- سيغفريد غراسيا على موقع قاعدة بيانات كرة القدم.إي يو (الإنجليزية)
- سيغفريد غراسيا على موقع ناشيونال فوتبول تيمز (الإنجليزية)